# Ак Коюнлу
Ак Коюнлу (на азербайджански: Ağqoyunlular; آغ‌قویونلولار‎) е туркоманска племенна конфедерация под водачеството на племето баяндур, както и създадената от тях едноименна държава на територията на държавите Иран, Ирак, Източен Анадол от Турция, Армения и Азербайджан. В ирански и османски източници династията, която оглавява конфедерацията и държавата изписвана още Ак-Коюнлу, се споменава като Баяндурийе, респ. Баяндруридъ.

## История
Със смъртта на Кара Осман, основател на династията Ак Коюнлу, през 1435 г. между неговите потомци избухва междуособица. През 1453 г., т.е. в годината на превземането на Константинопол, от нея победител излиза Узун Хасан – заставайки начело на Ак Коюнлу. Той се вижда в „менгеме“ между съперничещата му туркменска династия на Кара Коюнлу от изток, водена от Джахан Шах и османците – от запад. Узун Хасан е принуден да влезе в серия от съюзи, за да си подосигури западния фланг. През 1458 г. се жени за Теодора Комнина (Деспина Хатун) след което влиза в стратегически съюз с Венецианската република от 1464 г. Узун Хасан подържа дипломатическите връзки с Московия, Бургундия, Полша и Мамелюкски Египет, както и съюзнически отношения с Карамания, освен династическия съюз с Трапезундската империя.